# Lophothericles modestus
Lophothericles modestus är en insektsart som beskrevs av Marius Descamps 1977. Lophothericles modestus ingår i släktet Lophothericles och familjen Thericleidae. Inga underarter finns listade i Catalogue of Life.